# André Coumans
André Coumans (Liège, 10 de abril de 1893 -  8 de março de 1958) foi um ginete belga, medalhista olímpico. 

## Carreira
André Coumans representou seu país nos Jogos Olímpicos de 1920, na qual conquistou a medalha de prata no salto por equipe. 